# Cafè amb llet
Cafè amb llet es una revista mensual gratuita creada en el año 2004 inicialmente para dar información local en la zona de la provincia de Gerona (España), incluyendo las comarcas de La Selva y el Maresme.
En 2011 la revista inicia una investigación sobre el funcionamiento de la sanidad pública catalana que tiene una enorme repercusión más allá de sus área natural y su trabajo se conoce en toda Cataluña a través de una serie de vídeos publicados en Youtube. 
A partir de entonces la línea editorial de la revista empieza a abarcar temas que van más allá de lo local y –en 2014– la edición pasa a ser de ámbito catalán, repartiéndose gratuitamente sus 145.000 ejemplares, que la convierten en la publicación con más ejemplares en Cataluña.

## Historia
El primer número de la revista cafèambllet vio la luz el 10 de diciembre de 2004, con sólo dos páginas y 2.000 ejemplares que se repartieron en bares y cafeterías del centro de Blanes. Al cabo de 4 meses la tirada se amplió a 12.000 ejemplares y el área de distribución se amplió a las poblaciones vecinas de Lloret de Mar, Tordera y Palafolls. Durante los siguientes 6 años la revista amplió su tirada hasta los 20.000 ejemplares cubriendo toda la comarca de La Selva y el Alt Maresme.
En 2011, las investigaciones sobre el funcionamiento de los hospitales de Blanes y Calella se convierten en parte central de la labor informativa de la revista. El primer artículo de la serie lleva por título: "Ramon Bagó: la increïble história del hombre que se contrataba a sí mismo con dinero público"  El artículo apunta a un reconocido político y empresario: Ramon Bagó
Desde octubre de 2015 y tras las elecciones parlamentarias del 27 de septiembre de 2015 , Albano Dante Fachin es diputado del Parlamento de Cataluña por Catalunya Sí Que Es Pot y portavoz adjunto del grupo parlamentario.
Por otra parte, en octubre de 2015, Barcelona en Comú propuso a Xavier Domènech y Marta Sibina para encabezar la lista por Barcelona a las elecciones generales del 20 de diciembre en una candidatura de confluencia de izquierdas, En Comú Podem que finalmente ha agrupado a Iniciativa per Catalunya Verds, Esquerra Unida i Alternativa, Barcelona en Comú i Podem. Tras las elecciones del 20 de diciembre Marta Sibina es diputada de dicho partido en el Congreso de los Diputados.

## Escándalo de la sanidad catalana
En su zona los hospitales son una fuente de empleo importante y, al ver que, la bajada de sueldos y los despidos no se paraban de producir, la revista comenzó a investigar porque estaba sucediendo esto.
Así pues, Cafè amb llet se recorrió los hospitales de Blanes y Calella, hospitales que forman parte de la Corporació de Salud de la Selva i el Maresme, preguntando en qué se gastaban los presupuestos estipulados por la Generalidad de Cataluña destinados a aquellos hospitales. Presupuestos destinados sobre todo a informes dado que lo único que disminuye es la partida referente a los sueldos mientras que las de protocolo, gastos o informes se mantiene. Ante la negativa de información que los hospitales proporcionaron a los creadores de Cafè amb llet surgió la duda sobre cuál era el secreto que intentaba ocultar.
Cafè amb llet decide colgar un vídeo en la página web Youtube explicando en un primer plano ante la cámara la realidad de los hospitales principales de la zona. En poco tiempo este vídeo se difunde rápidamente por las redes sociales y consigue más de 500.000 visualizaciones. En este enlace contaban cosas como que la misma persona encargada de contratar servicios para un hospital era la misma persona contratada para proveer aquellos servicios. Respondiendo a la realidad explicada por los realizadores de la revista, unos días después Dante y Sibina reciben una carta proveniente del Juzgado de Primera Instancia con una demanda por 20.000 € para atentar contra el honor de Josep Maria Via, asesor de Artur Mas.
El Juzgado de Primera Instancia n.º 37 los hace pagar una indemnización de 10.000 € por el vídeo colgado en Youtube: lo comunican a través de un nuevo enlace titulado 'Nos han condenado'.
Finalmente los editores fueron absueltos.

## Colaboradores
Entre los columnistas más activos encontramos a Alba Ferrara, Eduard Panames, Eli Parera, Enric Murgades, Jordi Alum, Josep Duran, Mireia Balliu, Oriol Junqueres, Pau Vidal y por supuesto el director Albano Dante Fachin.